# Paul Steele
Paul Steele, né le 5 décembre 1957 à New Westminster, est un rameur d'aviron canadien. 

## Carrière
Paul Steele participe aux Jeux olympiques de 1984 à Los Angeles et remporte la médaille d'or avec le huit canadien composé de Dean Crawford, Michael Evans, Blair Horn, Grant Main, Mark Evans, Kevin Neufeld, Pat Turner et Brian McMahon.